# Copa Colsanitas 2025
La Copa Colsanitas 2025, nota per motivi di sponsor anche come Copa Colsanitas Zurich presentado por Visa, è un torneo femminile di tennis giocato sulla terra rossa. È la 27ª edizione della Copa Colsanitas che fa parte della categoria WTA 250 nell'ambito del WTA Tour 2025. Si gioca al Country Club di Bogotà in Colombia, dal 31 marzo al 6 aprile 2025.

## Partecipanti

### Teste di serie
| Nazionalità | Giocatrice          | Ranking* | Testa di serie |
| ----------- | ------------------- | -------- | -------------- |
| Rep. Ceca   | Marie Bouzková      | 50       | 1              |
| Colombia    | Camila Osorio       | 54       | 2              |
| Stati Uniti | Alycia Parks        | 59       | 3              |
| Colombia    | Emiliana Arango     | 79       | 4              |
| Germania    | Laura Siegemund     | 81       | 5              |
| Germania    | Tatjana Maria       | 86       | 6              |
| Spagna      | Sara Sorribes Tormo | 87       | 7              |
| Spagna      | Cristina Bucșa      | 91       | 8              |

* Ranking al 17 marzo 2025.

### Altre partecipanti
Le seguenti giocatrici hanno ricevuto una Wild card per il tabellone principale:
- Mariana Higuita
- Valentina Mediorreal
- María José Sánchez Uribe
- María Torres Murcia

Le seguenti giocatrici sono passate dalle qualificazioni:

- Irina Bara
- Lea Bošković
- Katarzyna Kawa
- Aleksandra Krunić
- Julieta Pareja
- Raluca Șerban

La seguente giocatrice è entrata in tabellone come lucky loser:
- Patricia Maria Țig

### Ritiri
Prima del torneo
- Mananchaya Sawangkaew → sostituita da  Leonie Küng
- Lucrezia Stefanini → sostituita da  Patricia Maria Țig

## Partecipanti al doppio

### Teste di serie
| Nazione     | Giocatrice        | Nazione     | Giocatrice          | Ranking* | Seed |
| ----------- | ----------------- | ----------- | ------------------- | -------- | ---- |
| Spagna      | Cristina Bucșa    | Spagna      | Sara Sorribes Tormo | 68       | 1    |
| Regno Unito | Emily Appleton    | Stati Uniti | Quinn Gleason       | 167      | 2    |
| Rep. Ceca   | Marie Bouzková    | Polonia     | Katarzyna Kawa      | 193      | 3    |
| Canada      | Ariana Arseneault | Georgia     | Oksana Kalašnikova  | 204      | 4    |

* Ranking al 17 marzo 2025.

### Altre partecipanti
Le seguenti coppie di giocatrici hanno ricevuto una wild card per il tabellone principale:
- Mariana Higuita /  María José Sánchez Uribe
- Valentina Mediorreal /  María Paulina Pérez

La seguente coppia di giocatrici è subentrata in tabellone come alternate:
- Emina Bektas /  Aleksandra Krunić

### Ritiri
Prima del torneo
- Marie Bouzková /  Katarzyna Kawa → sostituite da  Emina Bektas /  Aleksandra Krunić

## Campionesse

### Singolare
Camila Osorio ha sconfitto in finale  Katarzyna Kawa con il punteggio di 6-3, 6-3.

### Doppio
Cristina Bucșa /  Sara Sorribes Tormo hanno sconfitto in finale  Irina Bara /  Laura Pigossi con il punteggio di 5-7, 6-2, [10-5].